# Maggy Biskupski
Pour les articles homonymes, voir Biskupski.
Maggy Biskupski, née le 3 février 1982 à Charleville-Mézières (Ardennes) et morte le 12 novembre 2018 à Carrières-sous-Poissy (Yvelines), est une policière française, présidente, militante et porte-parole de l'association « Mobilisation des policiers en colère (MPC) ».
Elle était devenue une des figures emblématiques du malaise et du « ras-le-bol » des policiers en France, jusqu'à son suicide survenu à son domicile le 12 novembre 2018.

## Biographie

### Enfance et jeunesse
Maggy Biskupski naît le 3 février 1982 à Charleville-Mézières d'une mère française, Patricia, et d'un père, maçon, d'origine polonaise, Christian. Elle grandit à Haybes, petite commune du nord des Ardennes en Champagne-Ardenne, avec ses parents, sa sœur et son frère, où elle vit une enfance paisible.
En 2006, alors âgée de 23 ans, dotée d'un BTS, Maggy Biskupski devient assistante de direction dans les Ardennes, son département natal. Un soir, après avoir visionné le reportage Cinq femmes à l'école de police à la télévision, son rêve d'enfant la rattrape : elle souhaite intégrer la police nationale.

### Débuts dans la police
En 2007, elle quitte son poste d'assistante de direction et s'engage dans la Police nationale. Elle devient adjoint de sécurité (ADS). En 2010, elle passe le concours de gardien de la paix qu'elle obtient. Elle officie, dès lors, en tant que gardienne de la paix à Sartrouville, dans les Yvelines en région parisienne.

### Militantisme et porte-parole des policiers
En novembre 2016, Maggy Biskupski devient porte-parole et présidente de l'association « Mobilisation des policiers en colère (MPC) », fondée par des policiers non-syndiqués dont Guillaume Lebeau, membre de la BAC de Gennevilliers. Cette association avait été créée à la suite de l'attaque de policiers à Viry-Châtillon au cocktail molotov dans l'Essonne, en octobre 2016. Deux membres des forces de l'ordre avaient été gravement brûlés dans cette attaque. Après ce drame, Maggy Biskupski s’était engagée pour porter la voix des policiers en colère. Leurs manifestations et prises de parole, perçues comme populistes, ont suscité un large débat dans les médias.
Cet événement avait provoqué une fronde inédite parmi les policiers. Selon Maggy Biskupski, la création de cette association « apolitique » et « asyndicale » visait « à crédibiliser aux yeux de l'administration ces 18 jours de manifestation qui sont restés sans réponse » et exprimer leur malaise face à la « haine anti-flics ». La création de l'association était intervenue après la convocation à l'Inspection générale de la police nationale (IGPN) de Guillaume Lebeau, meneur des manifestations policières, pour avoir parlé à visage découvert dans les médias.
En octobre 2017, Maggy Biskupski a également été visée par une procédure de l'IGPN pour être sortie de son devoir de réserve. Un an après le drame de Viry-Châtillon, elle s’était exprimée face caméra lors de l’hommage à ses collègues expliquant aux journalistes le mal-être de la profession, le manque de moyens, d’effectifs, de reconnaissance mais surtout le burn-out et la vague conséquente de suicides chez les forces de l’ordre. Dans une interview accordée au Parisien avant son audition par l’IGPN, elle avait expliquée que « rien n’avait changé après Viry-Châtillon » et qu’elle ne regrettait pas ses propos. Elle fut ensuite convoquée par l'inspection. Il lui a été reproché de n'avoir demandé aucune autorisation avant de s’exprimer devant les médias.
Le 7 février 2018, Guillaume Lebeau, auteur du livre Colère de flic et Maggy Biskupski, présidente de l’association « Mobilisation des policiers en colère », étaient auditionnés au Sénat dans le cadre de la commission d’enquête sur l’état des forces de sécurité intérieure. Le sénateur François Grosdidier a rédigé un rapport à la suite de la commission d'enquête.
Elle était devenue depuis membre de la Brigade Anti-Criminalité (BAC) de nuit des Yvelines à Sartrouville, seule femme dans une équipe de dix hommes, où elle travaillait de 21 h à 5 h du matin. Lors d'une interview accordée au Figaro, elle évoquait des moyens insuffisants et détaillait ses conditions de travail : « des souris dans le commissariat, des inondations quand il pleut, l’odeur d’égouts infâme dans les vestiaires et le manque à la fois d'effectifs et de véhicules pour travailler correctement. ».
Lors de son apparition publique, dans l'émission télévisée Les Terriens du samedi !, diffusée le 22 septembre 2018, elle avait témoigné, aux côtés de son collègue policier Abdoulaye Kanté, de la « peur » qu'elle ressentait dans l'exercice de ses fonctions, affirmant dormir avec une arme dans sa chambre. Lors de l'émission les deux fonctionnaires de police avaient été pris à partie par l'écrivain Yann Moix qui les accusait de « chier dans leur froc » à propos d’interventions dans les quartiers défavorisés.
À l’aise avec les médias et multipliant les apparitions médiatiques, Maggy Biskupski était devenue le porte-voix d’une jeune génération de policiers, dont elle portait la souffrance et la colère. Elle était en formation pour devenir officier de police judiciaire.

### Mort
Le 12 novembre 2018, la femme de 36 ans, célibataire et sans enfant, a été retrouvée tuée avec son arme de service à son domicile de Carrières-sous-Poissy où elle vivait en colocation, dans les Yvelines. Elle aurait envoyé un message à ses collègues de travail en fin de journée, dans lequel elle indiquait ses intentions de passage à l'acte, sans en préciser les raisons. C’est un de ses collègues qui s’inquiétait de ne pas avoir de ses nouvelles qui a prévenu les secours. Les pompiers ont tout de suite conclu à un pronostic vital engagé. Mais la jeune femme, qui s’était tiré une balle dans la tête, a rapidement succombé à ses blessures. Une lettre a été retrouvée. Le parquet de Versailles a ouvert une enquête sur les circonstances de sa mort, bien que la piste du suicide soit privilégiée.

#### Controverse après son décès
Une seconde enquête a été ouverte contre X, par le même parquet, pour « abus de confiance » au sein de son association. Selon Le Figaro, « des échanges de messages entre la jeune femme et ses collègues de MPC laissent présumer un détournement de fonds ». Maggy Biskupski aurait reconnu, quelques jours auparavant, avoir détourné quelques milliers d'euros destinés aux familles de policiers endeuillées. D'après l'un des proches contacté, la policière, d'un naturel anxieux, aurait redouté que cela soit rendu public et a craint de perdre son statut au sein de l'association ainsi que son emploi au sein de la BAC.

#### Obsèques
Ses obsèques ainsi que son incinération ont lieu le 19 novembre 2018 à l'église de Haybes, village dont elle était originaire, en compagnie de ses proches.

#### Hommage et marche blanche
Le 24 novembre 2018, l'association « Mobilisation des policiers en colère », dont elle était porte-parole et présidente, organise une marche blanche et des rassemblements en hommage à Maggy Biskupski dans plusieurs villes de France, notamment place du Trocadéro à Paris, accompagné de sa famille et de ses collègues. « Venez revêtus de votre tristesse, mais aussi de vos sourires, de vos rires, de votre colère et de votre hargne. Juste comme Maggy ! Montrons à Maggy, qui était notre voix, qu'elle n'était pas seule, et qu'elle ne l'est toujours pas », l'association écrit-elle sur les réseaux sociaux.
Près de 500 personnes, dont des policiers, ont participé ce samedi 24 novembre à cette « marche blanche » en souvenir de Maggy Biskupski, mais aussi des non-policiers, venus par « solidarité ». La plupart portaient une rose blanche, certains arborant le drapeau tricolore. Une minute de silence a été observée par la foule, suivie de La Marseillaise. Partis de la place du Trocadéro, les participants se sont ensuite dirigés en silence vers les Invalides. Ils suivaient une grande banderole « Policiers en danger, soutien aux forces de l’ordre, citoyens avec nous », sigle l'association.

## Réaction à son suicide
Sa mort a suscité énormément de réactions dans les médias et d'émois de la part des policiers, très atteint par sa disparition. Sur tous les réseaux sociaux, les hommages se multiplient. De nombreuses personnalités médiatiques et politiques ont rendu hommage à Maggy Biskupski, le lendemain de sa mort. Le député des Ardennes Pierre Cordier, le ministre de l'Intérieur, Christophe Castaner ont eu quelques mots pour la jeune femme. Selon Benoît Hamon, le suicide de Maggy Biskupski « alourdit la trop longue liste des policiers morts des conséquences de leur souffrance au travail », une longue liste que la jeune policière évoquait souvent, de son vivant, en dénonçant le mal-être des policiers.
Elle était décrite par ses collègues comme une « grande gueule » qui n'avait pas peur de l'ouvrir ni froid aux yeux. Une « grande sensible » aussi, « très attentive aux autres ». « Maggy n’était pas seulement attachée à son boulot. Elle vivait pour lui. Elle faisait partie des gens qui ont le courage de dire des choses qui dérangent, et qui sont aspirés par le pouvoir, les guerres internes, les divisions », dit Agnès Naudin, capitaine de police. Le journaliste et reporter Jean-Marie Godard évoque « un choc d’autant plus violent qu’elle avait fait du suicide de policiers une cause majeure de l’association », « humaine, attachante et amicale », décrit-il la policière.
Cyril Hanouna, qui avait reçu la policière dans son émission Balance ton post ! le 19 octobre 2018, venue témoigner du mal-être et de la colère des policiers, et débattre sur le thème « La police peut-elle encore intervenir en banlieue ? », dernière apparition médiatique en date de Maggy Biskupski, lui a rendu hommage quelques heures après sa mort sur Twitter : « Je suis très choqué et profondément triste de la disparition de Maggy Biskupski, cette policière qui aimait tant son métier. J'ai eu la chance de la rencontrer, c'était une personne sincère et qui voulait faire bouger les choses. Grosse pensée pour sa famille, je suis triste ».
Au lendemain de ce suicide, François Grosdidier, sénateur de Moselle, a saisi l'occasion de la séance de questions au gouvernement qui a suivi. « Vous ne l’avez pas écouté mais vous l’avez fait entendre par l'IGPN  pour atteinte à l’image de la police », indique François Grosdidier dans son interpellation du gouvernement. Le ministre de l’Intérieur, Christophe Castaner, répond en regrettant un « événement tragique, la mort d’une femme gardien de la paix engagée pour défendre la cause des policiers », et précise : « Je vous invite à attendre le résultat de l’enquête engagée pour connaître les raisons de son geste. ».
Dans le même temps, les syndicats de police rendent également hommage à Maggy Biskupski et à son combat en faveur de la profession : « France Police - Policiers en colère est anéanti par l'annonce du suicide de Maggy Biskupski, présidente de la Mobilisation des policiers en colère (MPC). Notre organisation syndicale a décidé de suspendre pour trois jours la campagne électorale pour observer le deuil de notre collègue. Nous appelons l'ensemble des organisations syndicales à en faire de même. ».
Yann Moix, qui l'avait violemment invectivée le 22 septembre 2018 lors d'un débat dans l'émission télévisée Les Terriens du samedi !, s'exprime après le suicide de Maggy Biskupski : « C'est terrible quand vous vous êtes invectivé avec quelqu'un (...) que vous apprenez qu'une personne que vous avez vu réellement, en face de vous, si jeune, n'est plus là. Vous vous dites que la mort a toujours tort et que pourtant elle a toujours le dernier mot », a-t-il débuté, visiblement ému. « Dans des moments comme ça, le silence et le respect l'emportent ». Et de poursuivre : « Si elle était là aujourd'hui, peut-être que je parlerais très longtemps avec elle après le débat et que je ne partirais pas aussi rapidement que je l'ai fait la dernière fois. Je crois que dans des moments comme ça, le silence et le respect l'emportent et que pendant les semaines qui vont venir, je ne pourrai pas m'empêcher de penser à elle régulièrement. ».

### Vidéographie
- Infrarouge Police à bout de souffle de Frédéric Ploquin et Julien Johan (2019)[36].